# ضبا
ضبا (به عربی: ضبا) یک شهر در عربستان سعودی است که در استان تبوک واقع شده‌است.
جمعیت این شهر در حدود ۲۲٬۰۰۰ نفر است.